# Terry Schofield
George Terence Schofield, detto Terry (Los Angeles, 16 giugno 1948), è un ex cestista e allenatore di pallacanestro statunitense.

## Carriera
Ha giocato a livello universitario a UCLA sotto John Wooden, vincendo per tre volte il titolo NCAA.
Da allenatore ha guidato la Germania Ovest ai Campionati europei del 1981.

## Palmarès
- 3 volte campione NCAA (1969, 1970, 1971)